# Хутор (Сумская область)
Хутор (укр. Хутір; до 2024 года — Перше Травня) — село, Марковский сельский совет, Сумской район, Сумская область, Украина.
Код КОАТУУ — 5920685703. Население по переписи 2001 года составляло 12 человек.

## Географическое положение
Село Перше Травня находится у истоков реки Сула, ниже по течению на расстоянии в 2 км расположено село Марковка.
К селу примыкает садовый массив.